# Mango (Togo)
Mango, anteriormente conocida como Sansanné-Mango, es una ciudad ubicada al norte de Togo cerca del río Oti en la Región de las Sabanas cerca del Parque nacional del Kéran a 26 kilómetros de la frontera con Ghana. En el 2007 la población era de 41 464 habitantes.

## Demografía
La ciudad está principalmente habitada por el pueblo Chakosi.

## Economía
La ciudad es el punto de transporte cuero y nueces.

## Transporte
Por la ciudad cruza la ruta principal de norte a sur de Togo, la Ruta Nacional n.º 1.

## Salud
En 2014 la Association of Baptists for World Evangelism construyó un hospital, el Hospital of Hope, que fue inaugurado en febrero de 2015.